# Abborragöl (Tingsås socken, Småland)
Abborragöl är en sjö i Tingsryds kommun i Småland och ingår i Mieåns huvudavrinningsområde.